# David Chalian
 (mars 2021).
David Marc Chalian, né le 20 juillet 1973 est un journaliste et analyste politique américain qui occupe le poste de directeur politique de CNN, où il supervise la couverture politique sur toutes les plates-formes de CNN.

## Jeunesse
David Chalian est né le 20 juillet 1973 de Robert P. Chalian et Carol Chalian (née Steloff). Son père, d'origine arménienne, a travaillé comme vendeur avant sa mort en 1984.

## Éducation
Chalian a été admis à la Marlboro High School dans Canton de Marlboro au New Jersey, où il a obtenu son diplôme en 1991. Il a ensuite été admis à l'Université Northwestern, obtenant un bachelor en arts.

## Carrière
Après avoir obtenu son diplôme à l'Université Northwestern, Chalian a rejoint NY1, une chaîne de télévision d'informations en continu basée à New York, et a produit le programme d'information nocturne Inside City Hall. Il a ensuite travaillé comme directeur politique pour ABC News et a travaillé comme analyste politique au ABC World News Tonight, à la Nightline et au Good Morning America. À ABC, il a créé et popularisé le webcast politique quotidien, "Top Line". En janvier 2009, il a remporté un Emmy Award en tant que membre de l'équipe qui a couvert l'inauguration présidentielle pour ABC News. Il a ensuite travaillé comme rédacteur politique et analyste politique en direct pour le PBS NewsHour, puis comme vice-président de la programmation vidéo chez Politico.

### Yahoo
Chalian a travaillé à Yahoo! Actualités en tant que chef du bureau de Washington, mais a été licencié de son poste après avoir été entendu au micro en direct lors d'une émission en ligne de la Convention nationale républicaine de 2012, affirmant que le candidat républicain à la présidentielle Mitt Romney et son épouse Ann Romney n'étaient "pas du tout concernés" et "heureux d'avoir une fête avec des Noirs qui se noient" pendant l'Ouragan Isaac,. Chalian s'est excusé plus tard pour ses remarques, disant : "Je suis profondément désolé d'avoir fait une blague inappropriée et irréfléchie. Je parlais du défi de l'organisation d'une convention pendant un ouragan et de l'optique de la campagne. Je me suis excusé auprès de la campagne de Romney, et je veux profiter de cette occasion pour présenter publiquement mes excuses au gouverneur et à Mme. Romney." .

### CNN
Après Yahoo, il a été embauché comme directeur politique chez CNN en remplacement de Mark Preston. Il apparaît souvent à l'antenne en tant qu'analyste politique sur New Day et The Situation Room avec Wolf Blitzer.

## Vie privée
Chalian vit à Washington DC. Il est marié à Justin Tyler Bernstine depuis 2017. Bernstine est la doyenne adjointe pour les services universitaires de premier cycle à l' American University School of Communication.
La fille du couple, Olivia, est née le 4 mai 2020.